# Braamschoorsteentje
Het braamschoorsteentje (Alloanthostomella rubicola) is een schimmel behorend tot de familie Xylariaceae. Het leeft saprotroof op dode twijgen van de braam (Rubus). Hij komt voor op houtwallen, singels en lanen.

## Kenmerken
De asci zijn hyaliene en meten 110-120 × 10 µm. De ascosporen meten 25 × 6 µm.

## Verspreiding
In Nederland komt het braamschoorsteentje vrij zeldzaam voor.